# Thadominbya
Thadominbya (birm. သတိုးမင်းဖျား /θədó mɪ́ɴpʰjá/; 1345 – 1367) był założycielem Królestwa Ava, który ponownie zjednoczył środkową Birmę w roku 1364 jako jedno państwo. W czasie swojego krótkiego, trwającego nieco ponad trzy lata, panowania będący Szanem król osiągnął cele, które miały długotrwały wpływ na historię Birmy. Oprócz politycznego zjednoczenia środkowej Birmy, która od roku 1315 podzielona była na Królestwo Sikongu i Królestwo Pinya, założył on nową stolicę w Ava w strategicznej lokalizacji nad rzeką Irawadi (miasto to pozostawało stolicą państwa przez następnych pięć wieków), przywrócił prawo i porządek oraz próbował ujarzmić skorumpowany kler buddyjski.
Thadominbya zmarł z powodu czarnej ospy podczas wyprawy wojennej na południe we wrześniu 1367 roku. Miał tylko 21 lat i nie miał potomstwa.

## Wczesne lata życia
Thadominbya urodził się 7 grudnia 1345 roku w rodzinie króla Sikongu (jego matka była córką Sawyuna). W tym czasie środkowa Birma podzielona była na Królestwo Sikong, na zachód od rzeki Irawadi, oraz Królestwo Pinya na wschodnim jej brzegu. Obydwa te królestwa wywodziły swój początek od władcy Królestwa Myinsaing Thihathu. Thadominbya należał do gałęzi Sikong dynastii Myinsaing i był spokrewniony z rodziną królewską w Pinya. Był on wnukiem Thihathu, który zjednoczył środkową Birmę po upadku Królestwa Paganu w roku 1297, oraz wnukiem Sawyuna, który podzielił Królestwo Myinsaing tworząc Królestwo Sikongu w roku 1315. Jego matką była Soe Min Kodawgyi, jedyna córka Sawyuna, a jego ojciec był niepewnego pochodzenia – podobno wywodził się z dawnych królów Tagaung. Po urodzeniu otrzymał imię Rahula. Miał dwie siostry. Był on mieszanego, szańsko-birmańskiego pochodzenia, z przewagą jednak strony szańskiej. Gdy jego ojciec zmarł, matka wyszła ponownie za mąż za wodza Szanów Minbyauk Thihapate, który w roku 1352 został królem Sikongu.

## Gubernator Tagaung
W latach 50. XIV w., gdy Thadominbya miał kilkanaście lat, zarówno królestwo Sikong, jak i Pinya były stale atakowane przez szańskich najeźdźców z północy. Począwszy od roku 1359 najazdy stawały się coraz częstsze i coraz gwałtowniejsze. Na początku lat 60. Minbyauk uczynił swego pasierba gubernatorem Tagaung na dalekiej północy Królestwa Sikong, przy granicy królestwa Szanów. Książę Rahula otrzymał tytuł Thadominbya i od tej pory był dalej znany pod tym imieniem.
INa początku roku 1364 Mogaung zaatakował terytoria Sikongu w sojuszu z jego rywalem z drugiego brzegu rzeki, Królestwem Pinya. Wojownicy Mogaunga opanowali Tagaung tak szybko, że Thadominbya ledwo zdążył uciec. W Sikongu Minbyauk posłał Thadominbyę do więzienia za to, że ten nie obronił Tagaung. Ale sam Minbyauk uciekł z Sikongu, gdy miasto zostało zajęte przez siły Mogaung w kwietniu tego samego roku (miesiąc Kason 726 ME). Po opuszczeniu Sikongu przez najeźdźców jego mieszkańcy skupili się wokół Thadominbyi, który skazał Minbyauka na śmierć. Został on królem Sikongu w wieku 21 lat.

## Panowanie

### Ponowne zjednoczenie środkowej Birmy
Po zajęciu Sikongu na zachodzie, siły Mogaung zwróciły się przeciwko swojemu nominalnemu sojusznikowi – Pinya – ponieważ nie udzielił im on obiecanego wsparcia podczas ataku na Sikong. Armia Mogaung przeprawiła się przez Irawadi i zdobyła Pinya w maju 1364 roku biorąc do niewoli króla Narathu i pozostawiając całą dolinę środkowej Irawadi w chaosie. Thadominbya skorzystał z okazji do zajęcia pustego miejsca władcy. We wrześniu 1364 roku (miesiąc Tawthalin 726 ME) szybko pokonał następcę Narathu, Uzanę II, i ponownie zjednoczył większość ziem środkowej Birmy. Resztę swojego panowania poświęcił konsolidacji swej władzy nad całą środkową Birmą. Gdy Taungngu, które było nominalnym lennikiem Pinya, nie podporządkowało mu się po upadku Królestwa Pinya, Thadominbya ponawiał swoje ataki na miasto do czasu, aż zmusił jego władców do poddania się. W trakcie kolejnej zbrojnej wyprawy na południe zachorował on na ospę prawdziwą i zmarł. Sytuacja na północy nie była całkiem dobra. Najazdy Szanów trwały przez cały okres jego panowania.

### Założenie miasta Ava
Thadominbya porzucił zarówno Sikong, jak i Pinya, i założył nową stolicę o nazwie Ava dokładnie w tym samym miejscu, w którym jego pradziadek Thihathu chciał zbudować swoją i czego nie uczynił zniechęcony przez królową-wdowę Shin Saw z Paganu w roku 1312. (Thihathu ostatecznie wybrał na swoją nową stolicę Pinya). Lokalizacja stolicy została wybrana w strategicznym miejscu ujścia rzeki Myitnge do Irwawadi, w bezpośrednim sąsiedztwie ważnego obszaru rolniczego Kyaukse. Bagna zostały osuszone, mury miasta wyznaczone i pagody wybudowane. Pałac zbudowano w centrum miasta, podobnie jak obronną cytadelę. Lokalizacja ta miała tak strategiczne znaczenie, że Ava pozostała stolicą kolejnych birmańskich królów przez prawie pięć następnych wieków. Dokładną datą założenia Ava był 26 lutego 1365 roku (6. dzień Przybywania Księżyca miesiąca Tabaung 726 ME).

### Wystąpienie przeciw skorumpowanemu duchowieństwu
W czasach, gdy Thadominbya doszedł do władzy, duży odsetek duchownych buddyjskich uległ korupcji i nowy król był zdeterminowany by zmienić tę sytuację. Gdy pewien mnich przywłaszczył sobie złoto, które biedna wdowa powierzyła klasztorowi by schronić je podczas jednego z najazdów Szanów, król potępił go w sali audiencji pałacu, własnoręcznie ściął mu głowę, za pomocą miecza wykopał dół w podłodze i kopnięciem strącił trupa w jego głąb. Ten barbarzyński uczynek wywarł na duchowieństwie pożądany skutek. Niezależnie od tego, rozciągnął on nad ortodoksyjnymi mnichami pełen patronat i zachęcał do nauki zarówno osoby duchowne, jak i świeckie.

### Incydent z Nga Tetpya
Młody król był wielkoduszny także wobec tych, którzy mu się przeciwstawiali. I tak na przykład, kiedy schwytano Nga Tetpya, cieszącego się popularnością zbója rabującego bogatych i dzielącego się łupem z biednymi, król w obecności licznych zebranych zapytał go:
Łajdaku, jedyną karą dla ciebie może być tylko śmierć, ponieważ jednak dzieliłeś się łupem z biedakami, okażę ci tę łaskę. Co wybierasz: miecz czy rozdeptanie przez słonie?
Zbój odpowiedział:
Wybieram najładniejszą z twoich szańskich królowych. (Była nią Saw Omma, pochodząca z królewskich rodzin Paganu i Pinya oraz będąca także żoną czterech królów Pinya począwszy od Kyaswy I).
Król, zamiast okazać urazę taką odpowiedzią, odparł:
Jesteś dzielnym człowiekiem. Oszczędzę twoje życie. Możesz odejść wolny.
Nga Tetpya był tak ujęty łaskawością króla, że wstąpił na jego służbę i został jednym z najwybitniejszych jego dowódców.

## Śmierć
Thadominbya zmarł na ospę prawdziwą podczas zbrojnej wyprawy na południe na początku września 1367 roku. Nie pozostawił on dzieci.

## Walka o sukcesję
Jego „najpiękniejszej” królowej Saw Omma niemalże udało się osadzenie na tronie dworskiego dostojnika Nga Nu. Para ta zamordowała każdego, kto się jej przeciwstawiał, przeprawiła się na drugą stronę rzeki do Sikongu i próbowała stamtąd rządzić. Do działania przeszli jednak ministrowie i przekazali tron przyrodniemu bratu Thadominbyi Swasawke, księciu będącemu dziedzicem zarówno dynastii Myinsaing, jak i Paganu.
Swasawke wypędził zbrodniczą parę z Sikongu. Nga Nu zbiegł, a Saw Omma oddano oficerowi, który ją schwytał.